# Kriegerdenkmal Hohenthurm

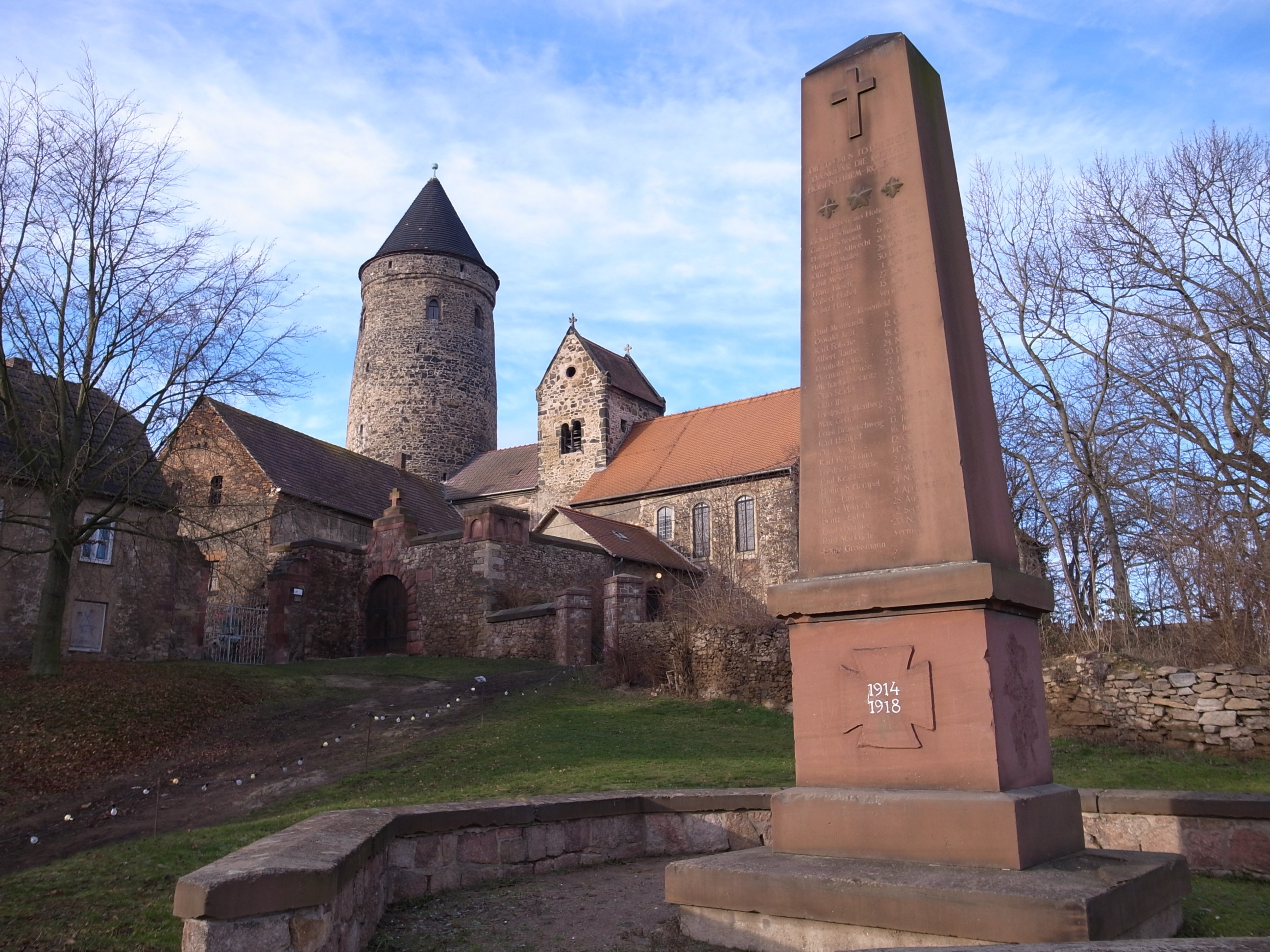
Kriegerdenkmal in Hohenthurm, im Hintergrund das Schloss Hohenthurm

Das Kriegerdenkmal Hohenthurm ist ein denkmalgeschütztes Kriegerdenkmal im Ortsteil Hohenthurm der Stadt Landsberg in Sachsen-Anhalt. Im örtlichen Denkmalverzeichnis ist das Kriegerdenkmal unter der Erfassungszahl 094 60949 als Baudenkmal verzeichnet.
Die zum Gedenken an die Opfer des Ersten Weltkrieges der beiden Orte Hohenthurm und Rosenfeld errichtete Stele ist im oberen Bereich mit einem christlichen und im unteren Bereich mit dem Eisernen Kreuz verziert. Als Inschrift befinden sich in der Stele die Namen der Gefallenen, geordnet nach den beiden Orten, und: Die treuen Toten ehrt / dankbar die Heimat / Hohenthurm–Rosenfeld. Das Denkmal befindet sich östlich des Schlosses und südlich der Kirche auf dem Burgberg.